# Kazanskoe
Kazanskoe (in russo Казанское?) è un villaggio della Russia asiatica nell'oblast' di Tjumen'; è il centro amministrativo del rajon Kazanskij.
Si trova nella parte meridionale della regione, a sud-est di Tjumen'.